# Heide Degen

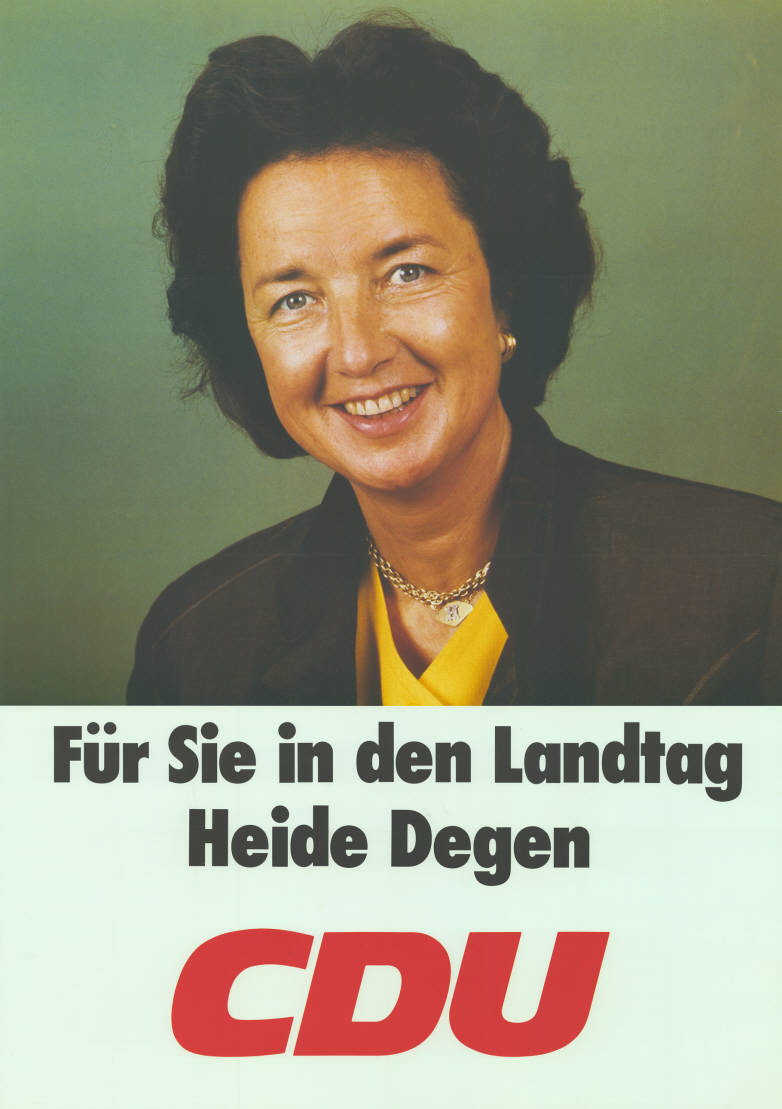
Kandidatenplakat zur Landtagswahl in Hessen 1987

Heide Degen (* 13. Oktober 1937 in Düsseldorf) ist eine deutsche Politikerin (CDU) und war Abgeordnete des Hessischen Landtags.
Nach dem Abitur studierte Frau Degen in Heidelberg, Würzburg und München Rechtswissenschaften. Frau Degen ist verheiratet und hat 2 Kinder.
Heide Degen ist seit 1971 CDU-Mitglied und seit 1973 Vorsitzende des CDU-Stadtbezirksverbandes Bockenheim. Von 1972 bis 1978 vertrat sie die CDU in der Frankfurter Stadtverordnetenversammlung.
Seit dem 1. Dezember 1978 gehörte sie dem Hessischen Landtag an, wobei sie mehrfach im Wahlkreis Frankfurt am Main II direkt gewählt wurde und sonst über die CDU-Landesliste in das Parlament einzog. 1987 bis 1995 fungierte Degen als Leiterin des Fraktionsarbeitskreises Wissenschaft und Kunst und von 1995 bis 1999 führte die gelernte Juristin den Landtagsausschuss desselben Ressorts, seit 1999 war sie Vorsitzende des Rechtsausschusses des Landtags. Im Laufe ihrer Karriere war Frau Degen unter anderem Mitglied im Hauptausschuss, dem Europaausschuss, dem Wissenschaftsausschuss als stellvertretende Vorsitzende und als Vorsitzende den Rechtsausschuss. Nachfolger im Landtag war 2003 Ulrich Caspar. Frau Degen war damit von der 9. bis zur 15. Wahlperiode, also 25 Jahre Abgeordnete.
1999 war sie Mitglied der 10. Bundesversammlung.

## Ehrungen
Heide Degen wurde 1988 mit dem Bundesverdienstkreuz am Bande geehrt.

## Weblink
- Heide Degen. Abgeordnete. In: Hessische Parlamentarismusgeschichte Online. HLGL & Uni Marburg, abgerufen am 20. August 2024 (Stand 28. November 2023).